# Paradise City
«Paradise City» (в переводе с англ. — «Райский город») — сингл американской рок-группы Guns N’ Roses, выпущенный в 1987 году на их дебютном альбоме Appetite for Destruction.
Песня наиболее известна следующими строками: «Take me down to the paradise city/Where the grass is green and the girls are pretty» (в переводе с англ. — «Забери меня с собой в райский город / Где трава зелёная и девушки красивые»). Эту песню часто играют на стадионах во время игр вместе с композицией «Welcome to the Jungle» с того же альбома. Песня достигла пятого места в хит-параде Billboard Hot 100.
Британский журнал New Musical Express включил данную композицию в свой список «500 величайших песен всех времён», разместив её на 423-й позиции.

## Участники записи
- Эксл Роуз — вокал, клавишные
- Слэш — соло-гитара
- Иззи Стрэдлин — ритм-гитара, бэк-вокал
- Дафф Маккаган — бас-гитара
- Стивен Адлер — ударные

## В чартах

### Недельные чарты
| Chart (1989)                       | Peak position |
| ---------------------------------- | ------------- |
| Австралия (ARIA)                   | 48            |
| Бельгия/Фландрия (Ultratop 50)     | 10            |
| Canada Top Singles (RPM)           | 19            |
| Europe (Eurochart Hot 100)         | 19            |
| Finland (Suomen virallinen lista)  | 6             |
| Ирландия (IRMA)                    | 1             |
| Нидерланды (Dutch Top 40)          | 4             |
| Нидерланды (Single Top 100)        | 2             |
| Новая Зеландия (Recorded Music NZ) | 2             |
| Норвегия (VG-lista)                | 4             |
| Швеция (Sverigetopplistan)         | 3             |
| Швейцария (Schweizer Hitparade)    | 7             |
| Великобритания (UK Singles Chart)  | 6             |
| США (Billboard Hot 100)            | 5             |
| США (Billboard Mainstream Rock)    | 14            |

| Chart (2022)            | Peak position |
| ----------------------- | ------------- |
| Венгрия (Single Top 40) | 37            |

### Годовые чарты
| Chart (1989)                    | Position |
| ------------------------------- | -------- |
| Belgium (Ultratop)              | 47       |
| Netherlands (Dutch Top 40)      | 33       |
| Netherlands (Single Top 100)    | 21       |
| New Zealand (Recorded Music NZ) | 25       |
| UK Singles (OCC)                | 96       |
| US Billboard Hot 100            | 86       |